# Reiherschnäbel

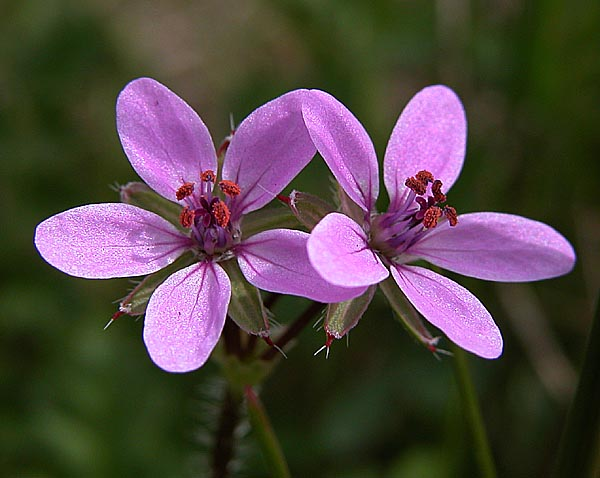
Gewöhnlicher Reiherschnabel (Erodium cicutarium)

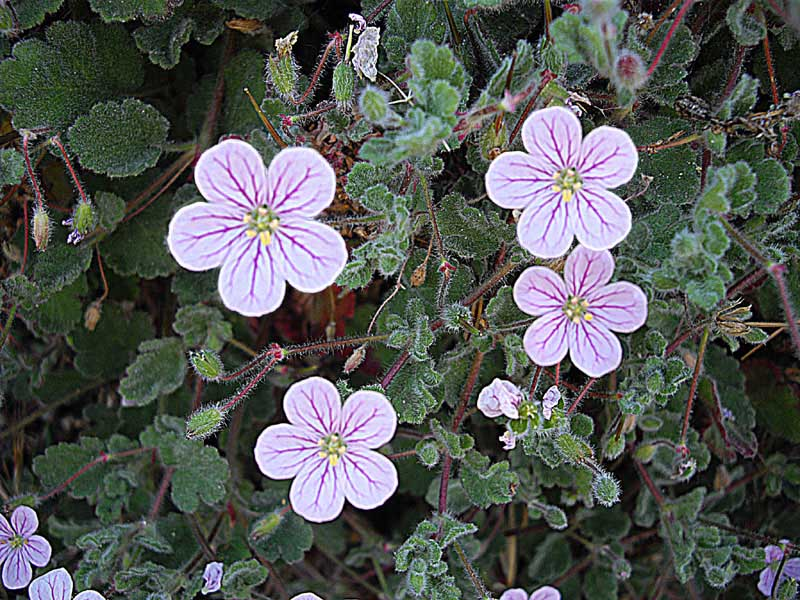
Korsika-Reiherschnabel (Erodium corsicum)

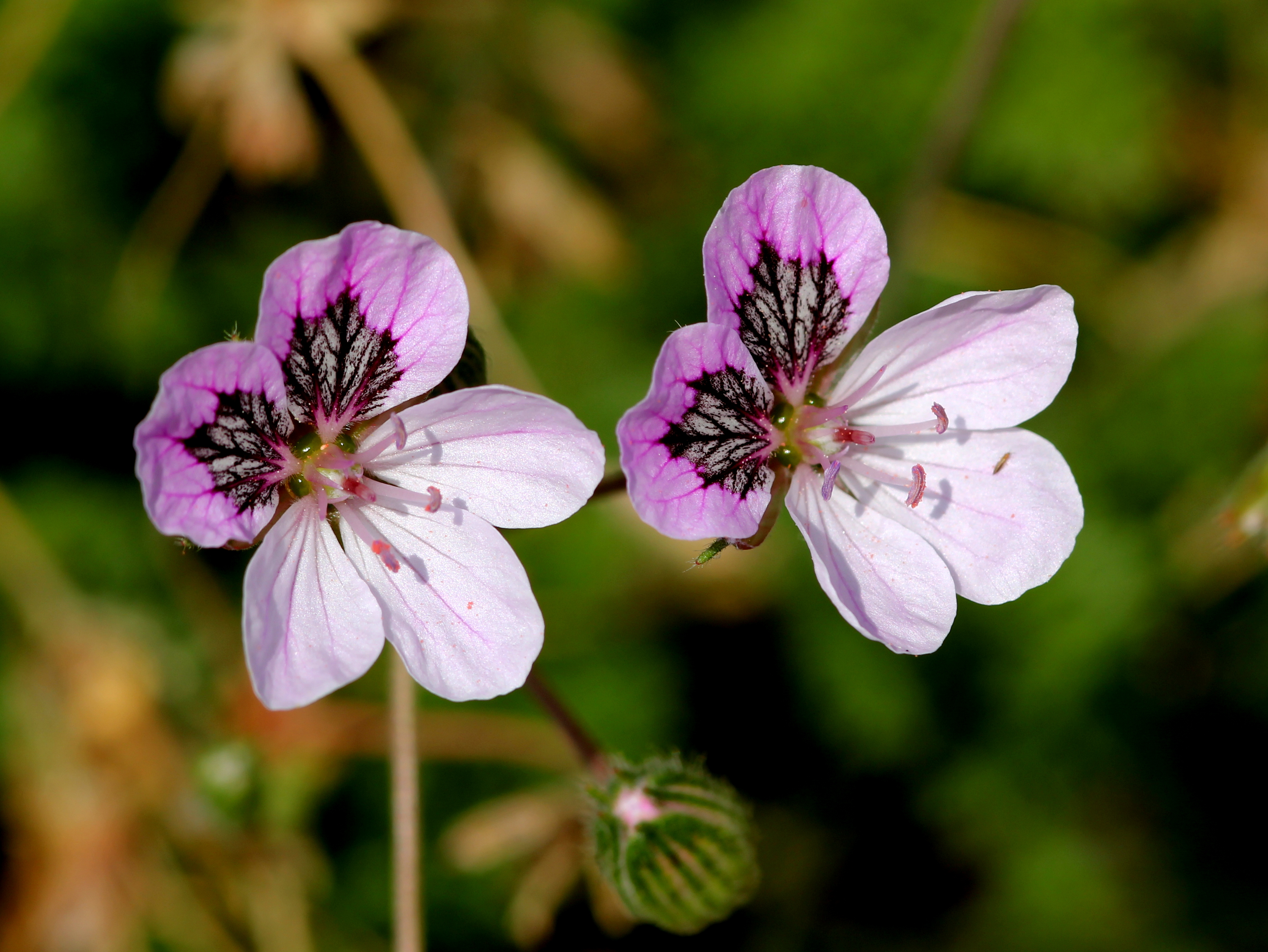
Erodium glandulosum

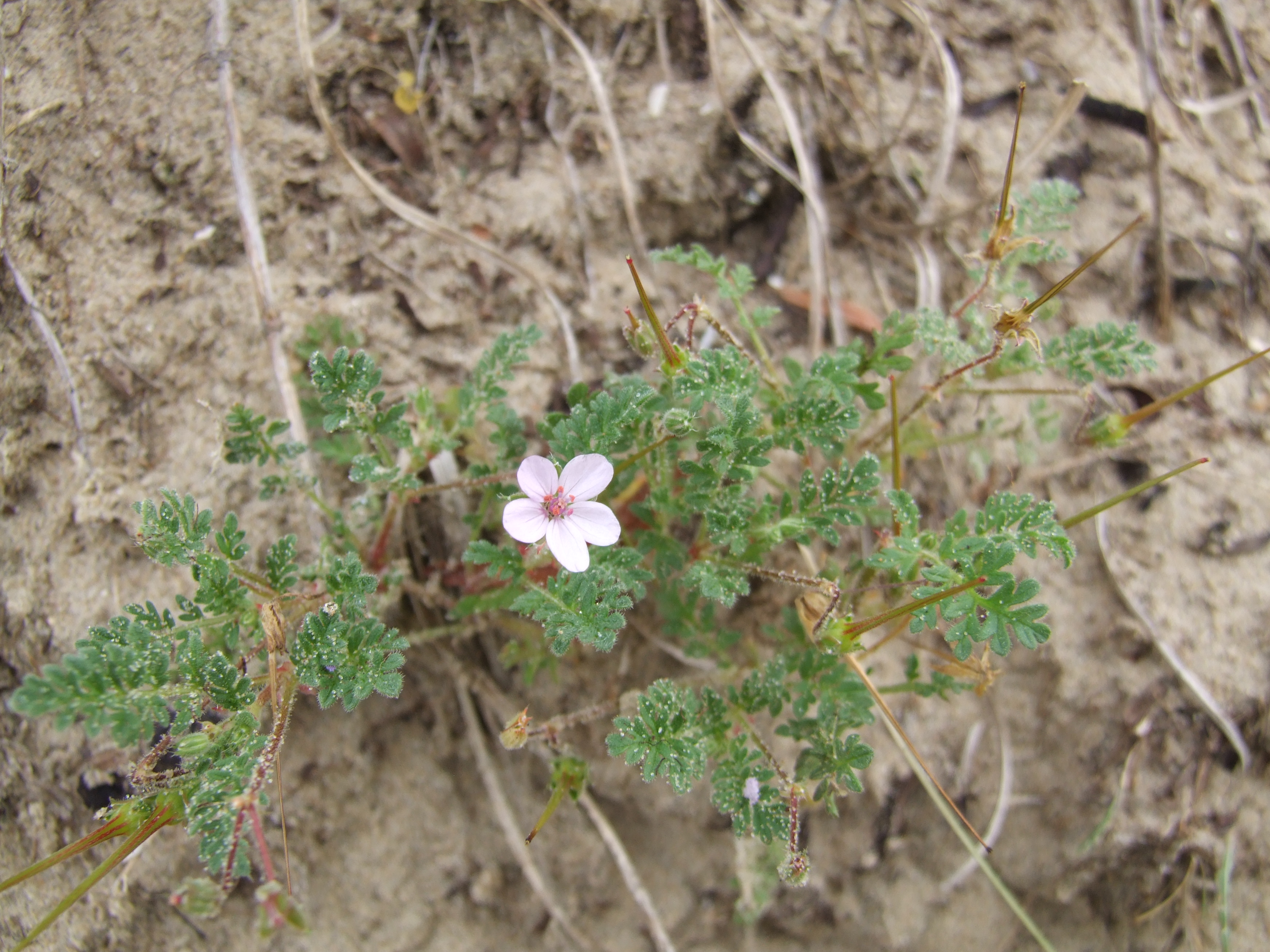
Drüsiger Reiherschnabel (Erodium lebelii) in Bray-Dunes (Nordfrankreich)

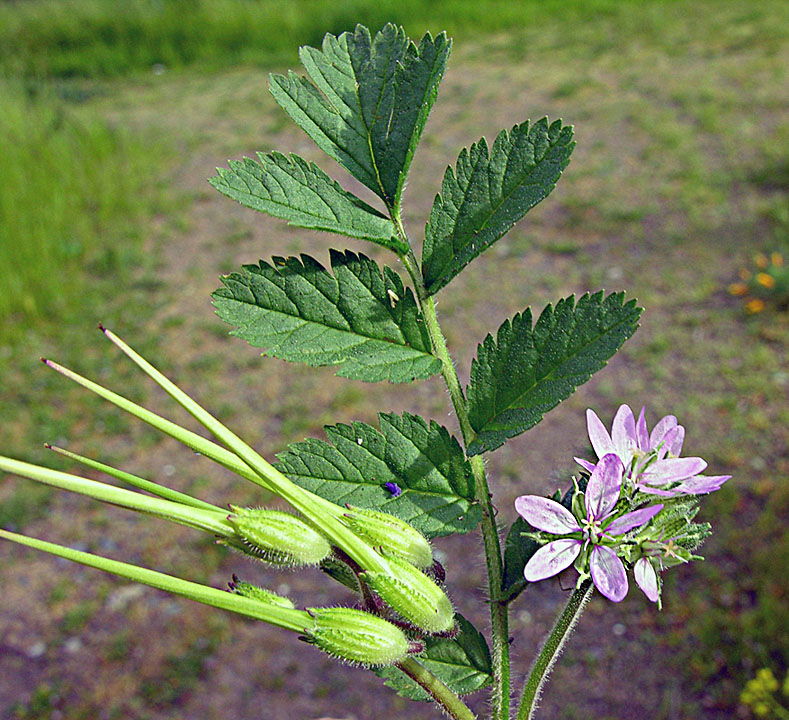
Moschus-Reiherschnabel (Erodium moschatum)

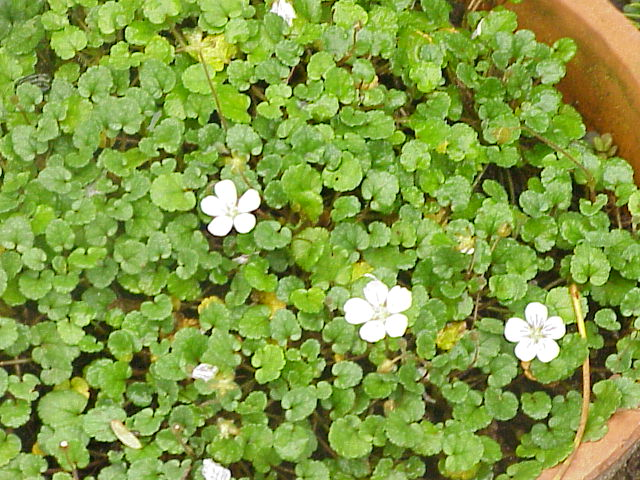
Balearen-Reiherschnabel (Erodium reichardii)

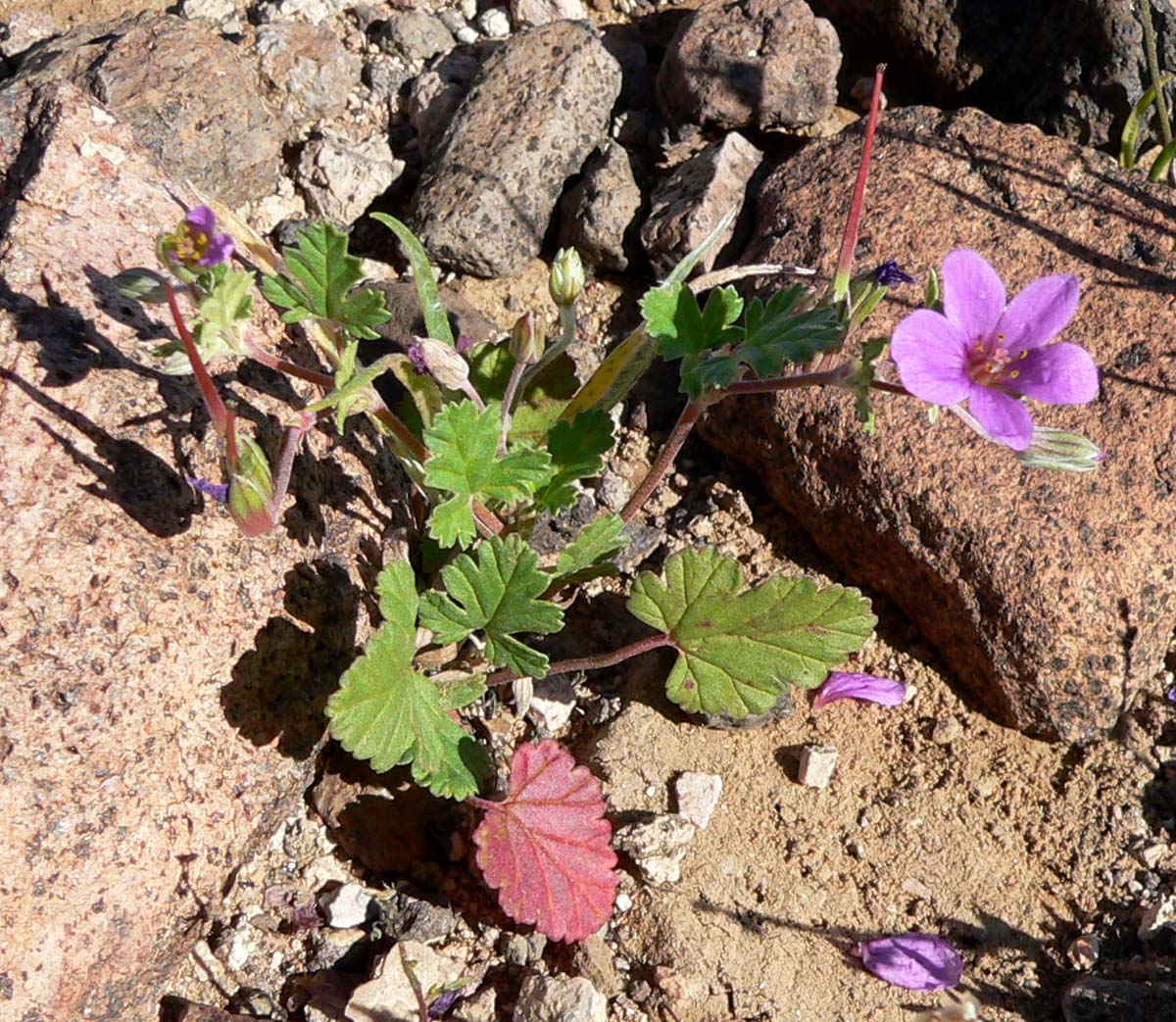
Habitat, Habitus, Blüte und Frucht von Erodium texanum

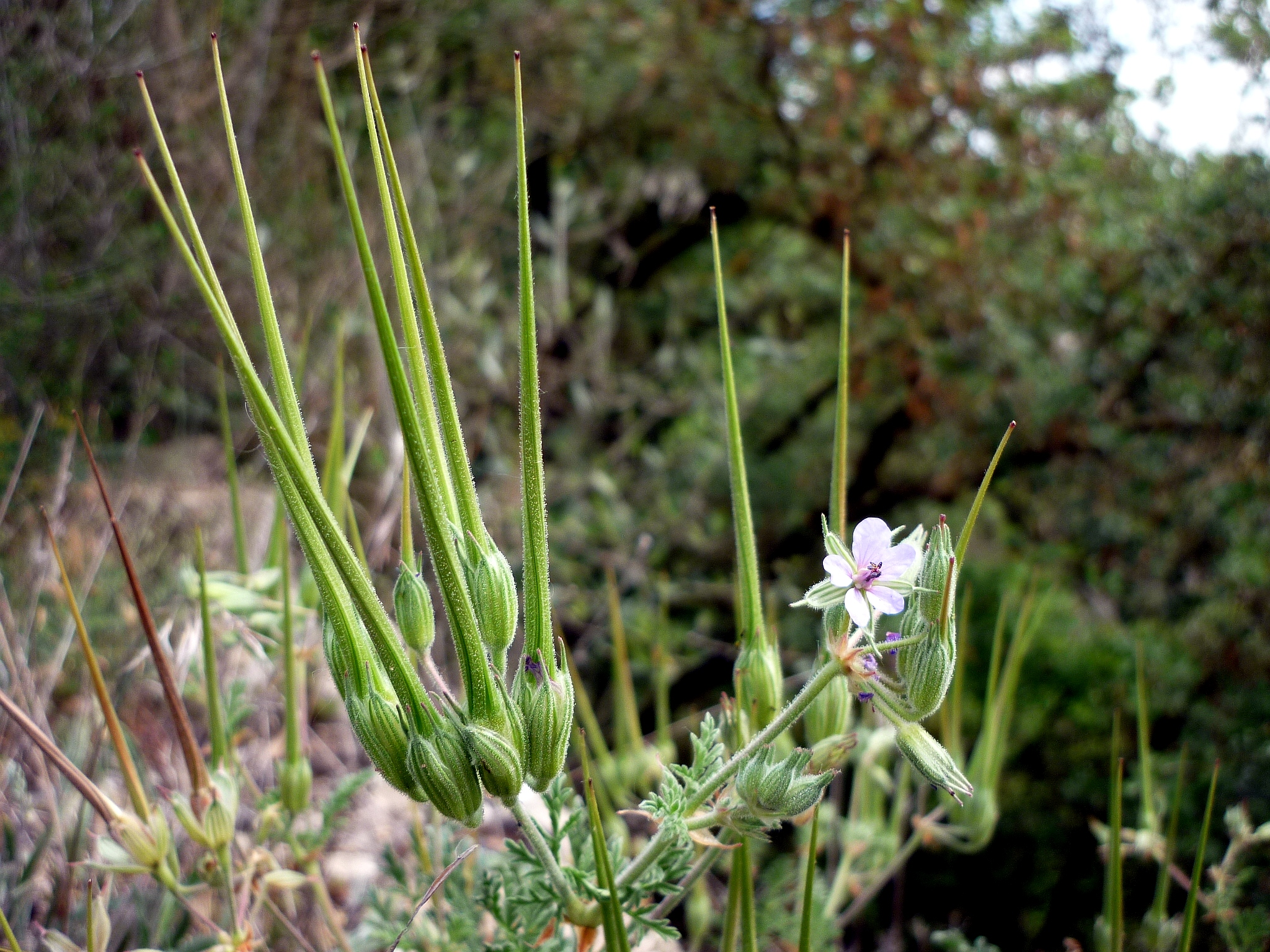
Storchschnabelförmige Früchte des Groß-Reiherschnabels (Erodium ciconium)

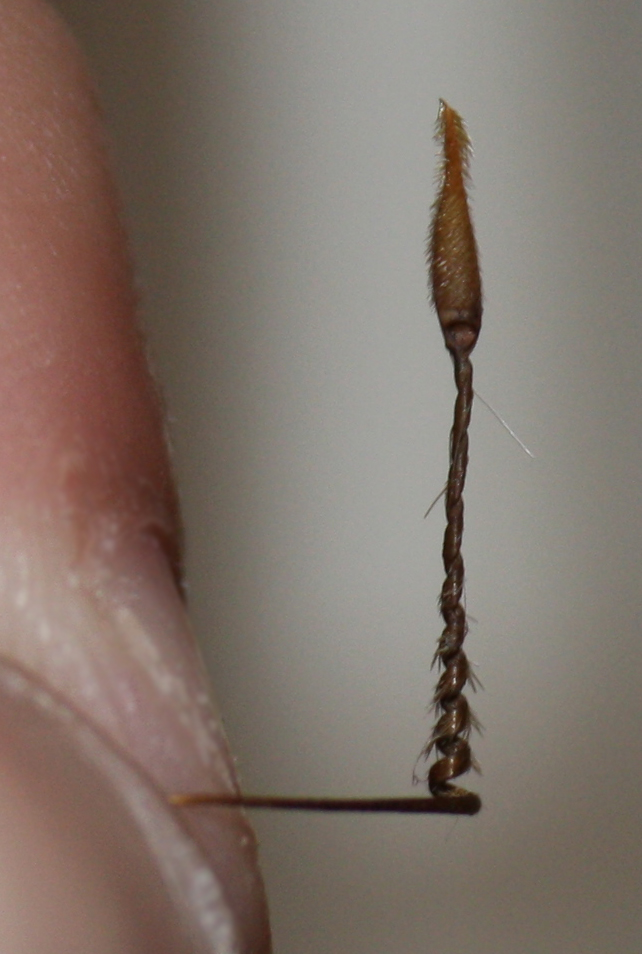
Reife, getrocknete Frucht des Groß-Reiherschnabels (Erodium ciconium)

Die Reiherschnäbel (Erodium) sind eine Pflanzengattung aus der Familie der Storchschnabelgewächse (Geraniaceae). Die etwa 60 bis 75 Arten der Gattung sind weltweit verbreitet. Sie kommen hauptsächlich in den gemäßigten Zonen in Europa, Afrika und Australien vor.

## Beschreibung
Es sind ein-, zweijährige oder ausdauernde krautige Pflanzen. Die Pflanzenteile sind behaart. Die hauptsächlich in grundständigen Rosetten und gegen- oder wechselständig angeordneten, gestielten Laubblätter sind einfach oder zusammengesetzt, oft fein gefiedert. Nebenblätter sind vorhanden.
Die Blüten stehen selten einzeln, meist zu zweit bis neunt in end- oder achselständigen doldigen Blütenständen. Die gestielten, oft kleinen, fünfzähligen, radiärsymmetrischen bis schwach zygomorphen, zwittrigen Blüten. Sie sind denen der Gattung Storchschnäbel (Geranium) ähnlich. Die fünf Kelchblätter sind frei. Die fünf freien, genagelten Kronblätter weisen Farben von rosa über violett bis blau auf. Ein Diskus ist vorhanden. Es sind zwei Kreise mit je fünf Staubblättern vorhanden, von ihnen sind nur fünf fertil; die Staminodien stehen zwischen den fertilen Staubblättern. Fünf Fruchtblätter sind zu einem oberständigen Fruchtknoten verwachsen. In jedem der fünf Fruchtknotenfächer gibt es nur eine Samenanlage. Der Griffel endet in fünf Narben.
Die Spaltfrüchte sind wie bei allen Geraniaceae storchschnabelförmig und zerspringen in fünf einsamige Teilfrüchte. Der borstige „Fruchtschnabel“ (die Granne) rollt sich bei der Reife, durch das Trocknen schraubiger Innenstrukturen bedingt, engschraubig im bohnischen Wicklungssinn ein.

## Arten (Auswahl)

### Mitteleuropäische Arten
- Dünen-Reiherschnabel (Erodium ballii Jord.)
- Trauben-Reiherschnabel (Erodium botrys (Cav.) A. Bertol.)
- Groß-Reiherschnabel (Erodium ciconium (L.) L'Hér.): Er kommt vom Mittelmeergebiet bis Pakistan, im südlichen Mitteleuropa und auf den Kanaren vor.[2]
- Gewöhnlicher Reiherschnabel (Erodium cicutarium (L.) L'Hér. ex Aiton)
- Dänischer Reiherschnabel (Erodium danicum K. Larsen)
- Blauer Reiherschnabel (Erodium gruinum (L.) L'Hér.): Er kommt vom östlichen Mittelmeergebiet bis zum Iran vor.[2]
- Drüsiger Reiherschnabel (Erodium lebelii Jord.): Er kommt in Portugal, Spanien, Frankreich, Großbritannien, Belgien, in den Niederlanden und in Deutschland vor.[2]
- Herzblatt-Reiherschnabel oder Malvenblättriger Reiherschnabel (Erodium malacoides (L.) L'Hér.)
- Moschus-Reiherschnabel (Erodium moschatum (L.) L'Hér.): Er kommt vom Mittelmeergebiet bis zum Iran und Äthiopien, in Makaronesien und in Westeuropa vor.[2]

### Weitere europäische Arten
- Erodium absinthoides Willd.: Sie kommt von der Balkanhalbinsel und Rumänien bis zur Türkei und Transkaukasien vor.[3]
- Erodium acaule (L.) Becherer & Thell.: Die Heimat ist Südeuropa, Nordafrika und Vorderasien.[3]
- Erodium alnifolium Guss.: Die Heimat ist Italien, Sizilien, Sardinien, Tunesien, Algerien, Marokko und Libyen.[3]
- Erodium alpinum L'Hér., kommt nur in Mittel-Italien vor.
- Erodium astragaloides Boiss. & Reut., kommt nur in der Sierra Nevada in Spanien vor.
- Erodium beketowii Schmalh., kommt nur in der Ukraine vor.
- Erodium boissieri Cosson, kommt nur in der Sierra Nevada in Südspanien vor.
- Erodium carvifolium Boiss. & Reut., kommt nur in Spanien vor.
- Erodium chium (L.) Willd.: Sie kommt in Makaronesien, Südeuropa, Nordafrika und Vorderasien vor.[3]
- Goldgelber Reiherschnabel (Erodium chrysanthum L'Hér. ex DC.), kommt nur in Griechenland vor, wird auch in Gärten kultiviert.[4]
- Korsischer Reiherschnabel (Erodium corsicum Léman), kommt nur auf Korsika und Sardinien vor, wird auch in Gartenkultur gehalten.
- Erodium crassifolium L'Hér. (Syn. Erodium hirtum (Forssk.) Willd.)[5]: Sie kommt von Nordafrika und Kreta bis zur Sinaihalbinsel und bis Jordanien vor.[3]
- Erodium daucoides Boiss.: Sie kommt nur in Spanien vor.[3]
- Erodium foetidum (L.) L'Hér., Syn. Erodium petraeum (Gouan) Willd.[5]: Sie kommt in Spanien, Frankreich, Marokko und Algerien vor.[3]
- Erodium glandulosum (Cav.) Willd.: Sie kommt in Spanien und in Frankreich vor.[3]
- Erodium guicciardii Heldr. ex Boiss., kommt nur in Albanien und Nord-Griechenland vor.
- Erodium guttatum (Desf.) Willd.: Sie kommt in Spanien, Marokko, Algerien, Tunesien, Libyen und Ägypten bis Jordanien vor.[3]
- Erodium hoefftianum C.A.Meyer: Sie kommt von der Balkanhalbinsel und Südosteuropa bis zur Türkei und der Krim vor.[3]
- Erodium laciniatum (Cav.) Willd.: Sie kommt von den Kanaren, von Nordafrika und Südeuropa bis Vorderasien und Pakistan vor.[3]
- Pyrenäen-Reiherschnabel (Erodium manescavii Coss.): Sie kommt nur in den Pyrenäen vor, wird auch in Gartenkultur gehalten.[6]
- Erodium maritimum (L.) L'Hér.: Sie kommt von Spanien, den Balearen, Frankreich, Korsika, Sardinien, Tunesien und Italien bis Großbritannien vor.[3]
- Erodium nervulosum L'Hér. (Syn. Erodium gussonei Ten.): Sie kommt nur in Süditalien vor.[5]
- Erodium paui Sennen: Sie kommt nur in Nord-Spanien am Pico der Urbión vor.
- Balearen-Reiherschnabel (Erodium reichardii (Murray) DC.): Sie kommt nur auf den Balearen vor, wird auch in Gartenkultur gehalten.[7]
- Erodium rodiei (Br.-Bl.) Poirion: Sie kommt nur in Frankreich in der Nähe von Grasse vor.
- Erodium rupestre (Pourr. ex Cav.) Guittonneau: Sie kommt nur in Nordost-Spanien vor.
- Erodium rupicola Boiss.: Sie kommt nur in der Sierra Nevada in Spanien vor.
- Erodium ruthenicum M.Bieb.: Die Heimat ist Rumänien, die Ukraine, Moldawien, Südrussland, Georgien und Transkaukasien.[3]
- Erodium sanguis-christi Sennen: Sie kommt nur in Ost-Spanien vor.

### Außereuropäische Arten
Hier nur eine Auswahl:
- Erodium crinitum Carolin: Sie kommt in Australien vor.[8]
- Erodium texanum A. Gray: Sie kommt in den südlichen USA und im nördlichen Mexiko vor.[8]

## Verwendung
Wenige Erodium-Arten und vor allem ihre Sorten werden im Garten und in Parks als Bodendecker, für Steingärten oder Mauerspalten verwendet.

## Bilder

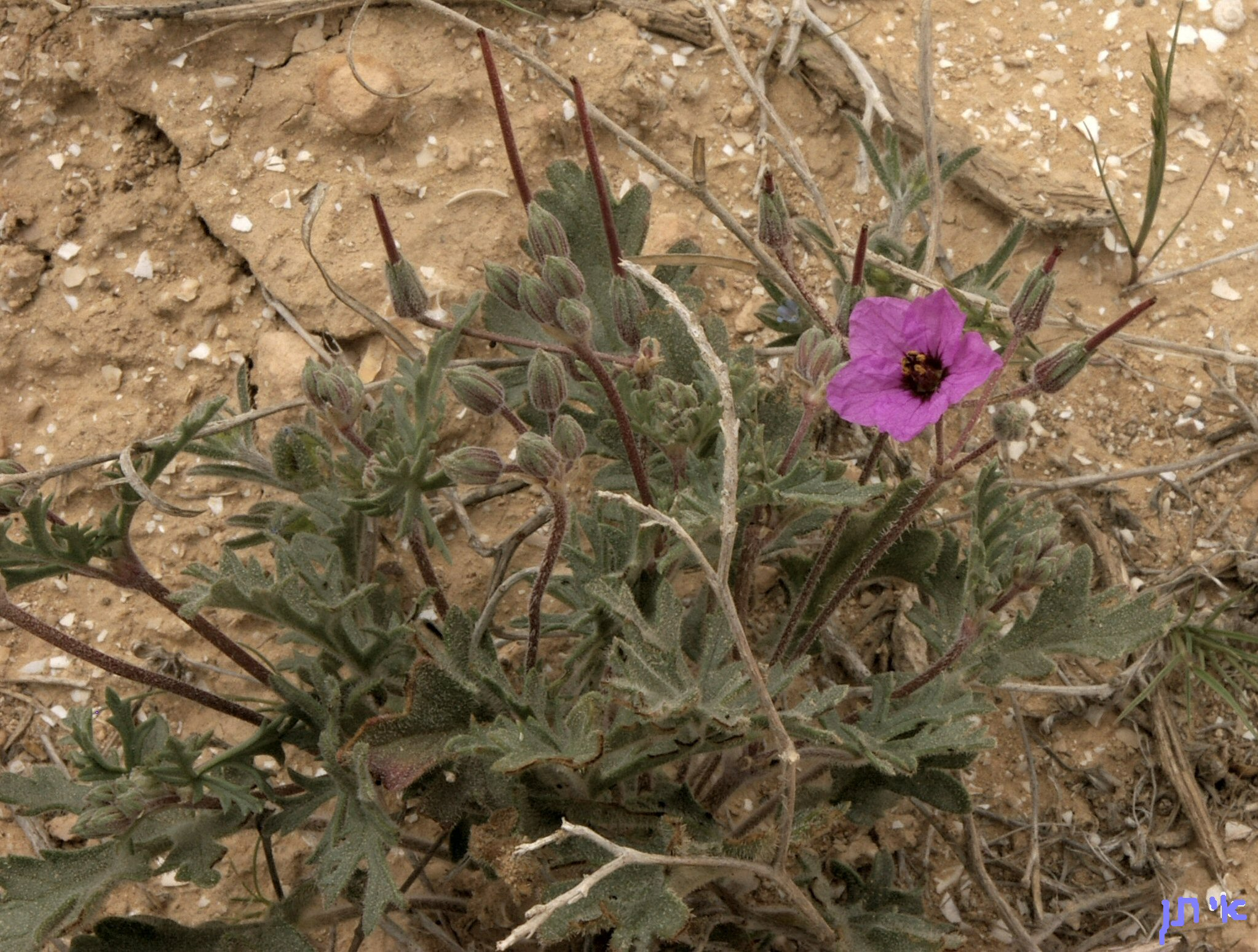
Dickblättriger Reiherschnabel (Erodium crassifolium)
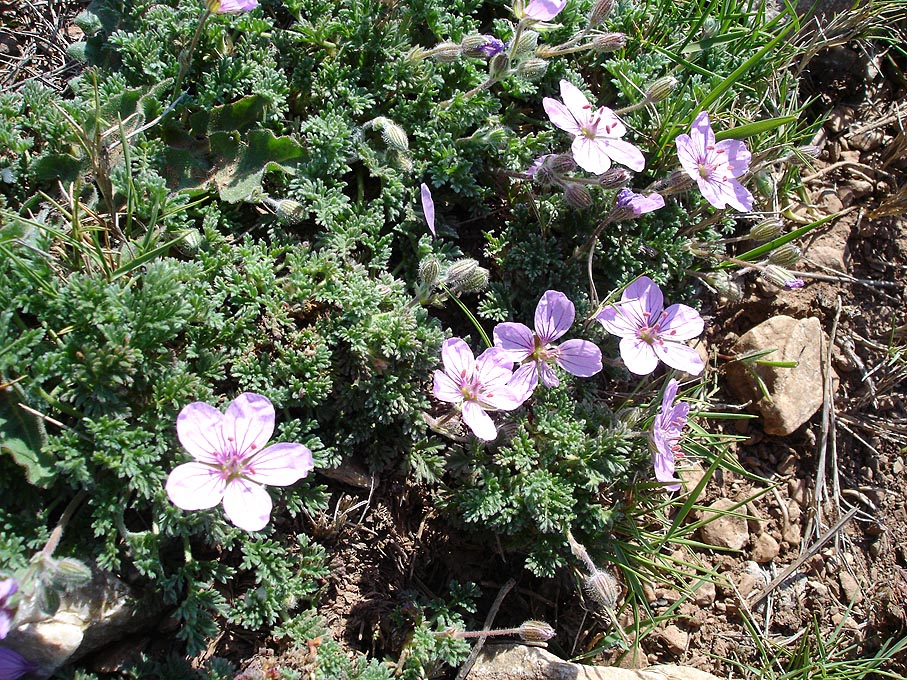
Habitus, zerteilte Blätter, Blüten und Früchte von Erodium foetidum
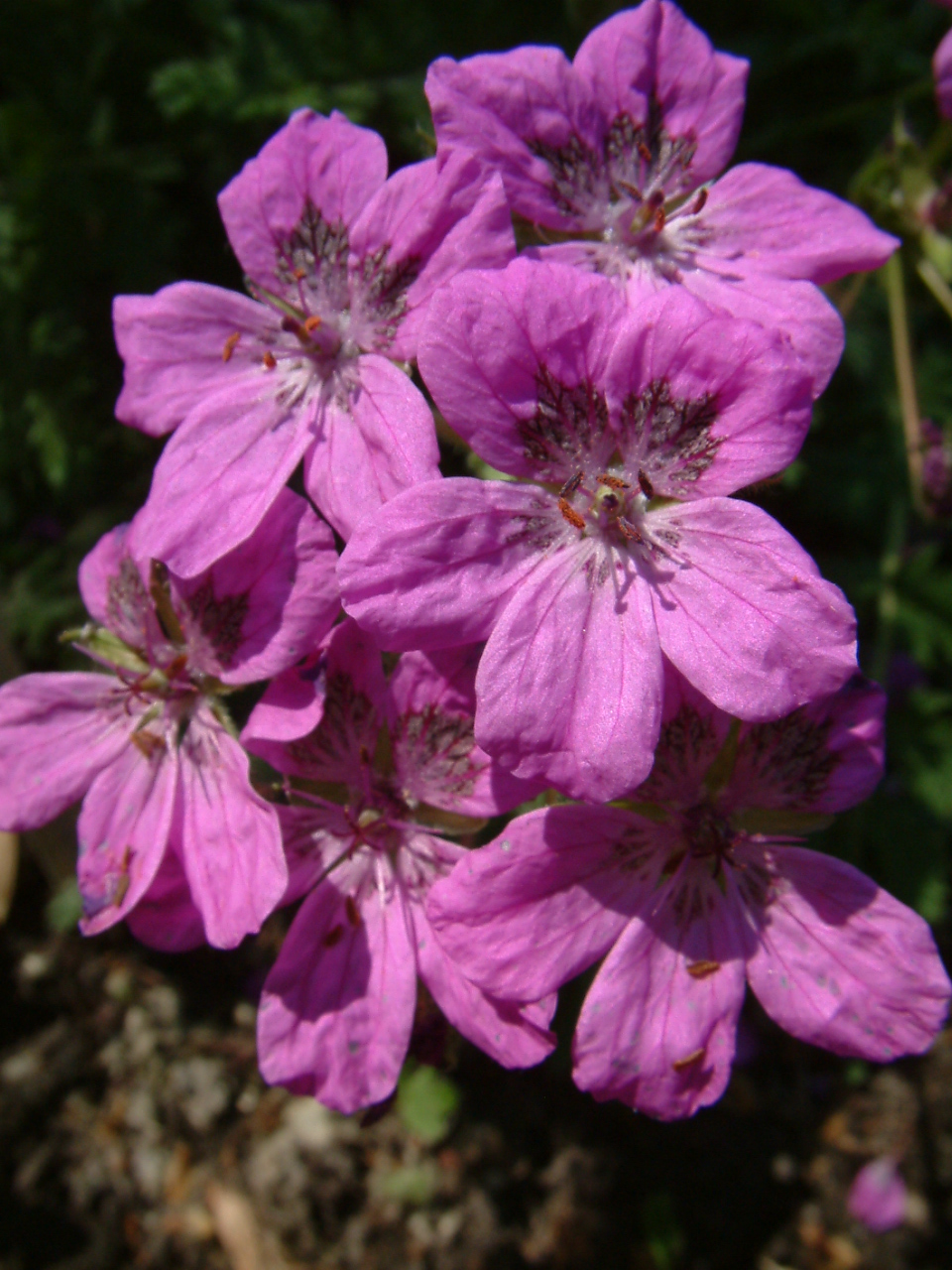
Blüten von Erodium manescavii
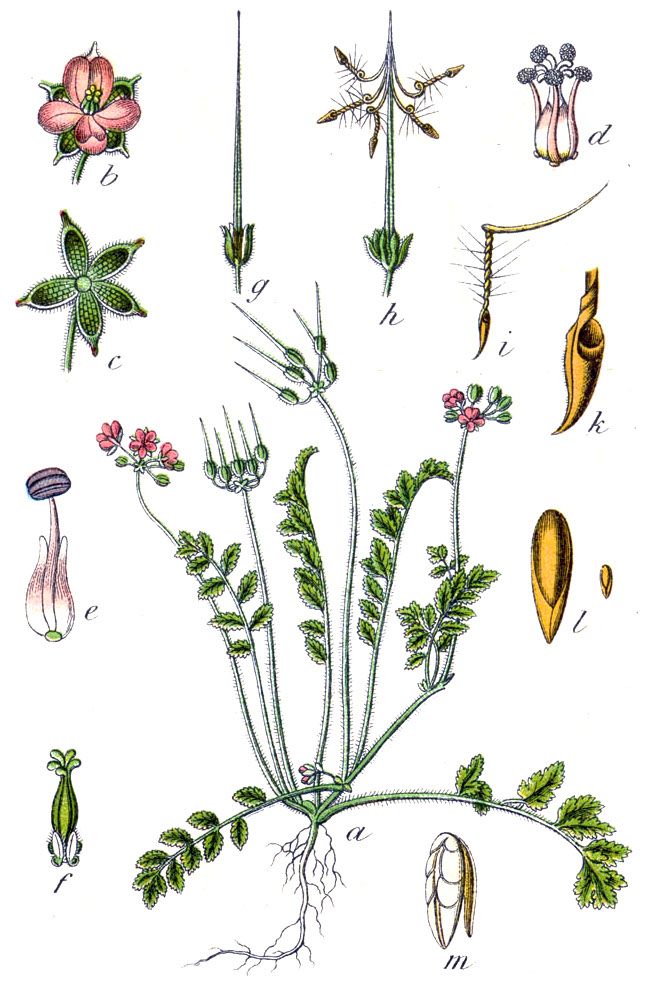
Moschus-Reiherschnabel (Erodium moschatum)